# ینگی‌آباد (شاهین‌دژ)
ینگی‌آباد روستایی است در دهستان محمودآباد بخش مرکزی، شهرستان شاهین‌دژ، استان آذربایجان غربی.